# しあわせの星 ハガル
『しあわせの星 ハガル』（しあわせのほし はがる）は、『コミックボンボン』2006年11月号から2007年9月号まで連載されていた漫画作品。山下てつお作。当初は読みきりとして掲載され、その後連載にいたる。内容としては、人間の心をテーマとしている。単行本は全2巻。

## ストーリー
人間に愛想をつかした神様は、地球のリーダー的な役割を人間からマルムシに移行することを決定した。歪（ゆがみ(読みきり時は「いびつ」)）といわれる人間を排除するため、ハガルは地球にやってきた。そこでハガルはテッタとの出会いを通じて人間の優しさを知り、神様に1年の猶予をもらう。ハガルは人類を救うため、テッタと共に奮闘する。

## 登場人物
ハガル地球を救うため月からやってきた。いろんな力を持っている。カラアゲが大好き。
テッタ不良に絡まれていたところをハガルに助けられる。正義感の強い少年。
ミホ姉テッタ、マコの姉。亡くなった母、出張中の父の代わりに、家族を守っている。テッタ達になくてはならない存在。
マコテッタの妹。絵を描くことが好き。

## 書籍情報
1. 2007年6月発売[1] ISBN 978-4-06-332084-8
2. 2007年10月発売[2] ISBN 978-4-06-375102-4